# Albert Heintze

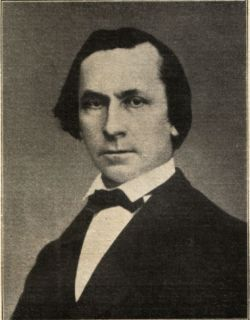
Albert Heintze

Karl Friedrich Albert Heintze (* 30. März 1831 in Naugard; † 20. März 1906 in Stolp) war ein deutscher Gymnasiallehrer.

## Leben
Albert Heintze war der Sohn von Wilhelm Heintze, Rektor in Naugard, und dessen Ehefrau Karoline, geb. Tobold. Um 1833 zog die Familie nach Wachholzhagen im Kirchenkreis Treptow an der Rega um und übernahm dort eine Pfarrstelle. Den ersten Unterricht erhielten die Kinder von ihrem Vater. Im Alter von 15 Jahren kam Albert Heintze auf das Marienstiftsgymnasium in Stettin. Nach dem Abitur ging er nach Halle, um Theologie zu studieren, doch wandte er sich bald der Philologie zu und ging an die Universität Erlangen. 1849 wurde er Mitglied des Hallenser, später auch des Erlanger und Berliner Wingolf. Im Herbst 1854 schloss er sein Studium ab.
1855 kam Heintze als Hilfslehrer an das Gymnasium in Köslin. Danach war er ein Jahr als Lehrer am Bugenhagenschen Gymnasium in Treptow a. d. Rega. Im Januar 1858 folgte er dann dem Ruf an das Gymnasium in Stolp.
Nach 40 Dienstjahren trat Heintze in den Ruhestand. Er konnte sich nun ganz auf seine wissenschaftlichen Arbeiten konzentrieren. Neben Veröffentlichungen zur Germanistik erschienen auch einige poetische Werke. Er schrieb das Libretto für das Oratorium „Die Bekehrung des Paulus“ von Gustav Boening.
Albert Heintzes wichtigstes Werk war „Die deutschen Familiennamen“, das 1882 in erster Auflage erschien und später von Paul Cascorbi weiter geführt und als „Heintze-Cascorbi“ zu einem Standardwerk über die deutschen Familiennamen wurde.
1889 wurde Heintze der Professorentitel verliehen, 1895 erhielt er den Roten Adlerorden vierter Klasse.
Albert Heintze wurde auf dem Stolper St. Marien-Friedhof begraben.

## Veröffentlichungen (Auswahl)
- Versuch einer Parallele zwischen dem sophocleischen Orestes u. dem shakspearischen Hamlet. Gymn.Progr., Treptow a.d.R. 1857.Digitalisat
- Mittelhochdeutsches Lesebuch für höhere Schulanstalten. Eschenhagen, Stolp 1864 (Digitalisat der 2. Auflage von 1872).
- Die Familiennamen von Stolp mit Berücksichtigung des Umgegend. Gymn.Progr., Stolp 1866.
- Dramatische Bilder. Zur Darstellung in höheren Schulen. 1874.
- Gregorius auf dem Steine, der mittelalterliche Oedipus. Gymn.Progr., Stolp 1877.
- Die deutschen Familiennamen: geschichtlich, geographisch, sprachlich. Buchh.d.Waisenhauses, Halle 1882.
- Gut Deutsch. Regenhardt, Berlin 1894 (Digitalisat der 6. Auflage von 1895).
- Ehrenpreis. Vaterländische Schauspiele für Deutschlands Töchter. Regenhardt, Berlin 1894.
- Deutscher Sprachhort. Ein Stilwörterbuch. Renger, Leipzig 1900.
- Latein und Deutsch. Ein Beitrag zum zeitgemäßen Ausbau höherer Lehranstalten. Hildebrandt, Stolp 1902.
- Geschichte der Stadt Treptow an der Rega. Bd. I: Von der Gründung der Stadt bis zur Reformation. Hgg. von J. Girgensohn, Treptow 1906 (Bd. II als Handschrift im Stadtarchiv Treptow, eventuell verschollen).